# Børre Meinseth
Børre Meinseth (Ulsteinvik, 24 november 1966) is een Noors voormalig voetballer die als verdediger speelde.
Meinseth begon bij IL Hødd en speelde vervolgens voor Bryne FK en Viking FK voor hij zijn loopbaan in Nederland afsloot bij sc Heerenveen. Met Bryne won hij in 1987 de beker en met Viking werd hij in 1991 landskampioen. Meinseth speelde acht wedstrijden voor het Noors voetbalelftal.